# Сызганка (деревня)
Сызганка (мар. Кызганде) — деревня в Поедугинском поселении, Суксунского района Пермского края.

## География
Деревня Сызганка расположена на востоке Суксунского района. Недалеко от деревни протекает река Сылва. По территории самой деревни протекает малый приток Сылвы — речка Сызганка.
Природными достопримечательностями деревни является сызганский увал, а также сосна, на въезде в деревню.

## История
Селение известно с 1795 г. как черемисская деревня Сызганка.

## Население
Примерная численность населения составляет 500 человек. По этническому составу это русские и марийцы.

## Административные здания
На территории поселения находятся следующие административные и социально значимые здания: среднеобразовательная школа, интернат, детский сад, административное здание, клуб, отделение почты и два магазина.

## Экономика
На территории находится СКП «Заря»